# Igor' Sluev
Igor' Sluev (in russo Игорь Слуев?; 29 agosto 1999) è uno snowboarder russo, specializzato in slalom gigante parallelo e slalom parallelo.

## Biografia
Specializzato in slalom gigante parallelo e slalom parallelo e attivo a livello internazionale dal gennaio 2015, Sluev ha debuttato in Coppa del Mondo il 15 dicembre 2018, giungendo 52º nel gigante parallelo di Cortina d'Ampezzo, località dove il 14 dicembre successivo ha ottenuto il suo primo podio, chiudendo 3º nella gara vinta dall'italiano Roland Fischnaller. Il 9 gennaio 2021 ha vinto la sua prima gara, imponendosi sempre il gigante parallelo a Scuol.
In carriera non ha mai preso parte rassegne olimpiche, mentre ha gareggiato in una iridata.

## Palmarès

### Coppa del Mondo
- Miglior piazzamento nella Coppa del Mondo di parallelo: 9º nel 2021
- Miglior piazzamento nella Coppa del Mondo di slalom gigante parallelo: 2º nel 2021
- Miglior piazzamento nella Coppa del Mondo di slalom parallelo: 21º nel 2021
- 3 podi:
  - 1 vittoria
  - 1 secondo posto
  - 1 terzo posto

#### Coppa del Mondo - vittorie
| Data           | Luogo | Paese    | Disciplina |
| -------------- | ----- | -------- | ---------- |
| 9 gennaio 2021 | Scuol | Svizzera | PGS        |

Legenda:

PGS = Slalom gigante parallelo

### Coppa Europa
- 2 podi:
  - 1 vittoria
  - 1 terzo posto

#### Coppa Europa - vittorie
| Data            | Luogo   | Paese   | Disciplina |
| --------------- | ------- | ------- | ---------- |
| 26 gennaio 2018 | Lachtal | Austria | PGS        |

Legenda:

PGS = Slalom gigante parallelo